# Manogea triforma
Manogea triforma är en spindelart som beskrevs av Levi 1997. Manogea triforma ingår i släktet Manogea och familjen hjulspindlar. Inga underarter finns listade i Catalogue of Life.